# Hösbach

Gemeindegebiet mit Gemeindeteilen von Hösbach

Hösbach ist ein Markt im unterfränkischen Landkreis Aschaffenburg und liegt im Vorspessart, fünf Kilometer von Aschaffenburg, etwa 70 Kilometer von Würzburg und rund 50 Kilometer von Frankfurt am Main entfernt.

## Geografie
Der topographisch höchste Punkt der Gemeinde ist der Gipfel des Rottenberges nordöstlich von Rottenberg mit 408 m ü. NHN (Lage), der niedrigste liegt an der Aschaff auf 134 m ü. NHN (Lage).

### Gemeindegliederung
Es gibt neun Gemeindeteile (in Klammern sind der Siedlungstyp und die Zahl der Einwohner angegeben):
- Aschaffsteg (Einöde)
- Feldkahl (Kirchdorf, 1086)
- Forsthaus (Einöde)
- Hösbach (Hauptort, 6556) mit Hösbach-Bahnhof (Pfarrdorf, 1096)
- Münchhof (Dorf)
- Rottenberg (Pfarrdorf, 1661)
- Schmerlenbach (Pfarrdorf)
- Wenighösbach (Pfarrdorf, 982)
- Winzenhohl (Dorf, 1969)

Die Siedlung Sand ist kein offizieller Gemeindeteil. Die abgegangene Ortschaft Sadelbach befand sich auf dem heutigen Gebiet des Marktes Hösbach.
Es gibt die Gemarkungen Feldkahl, Hösbach, Rottenberg, Wenighösbach und Winzenhohl.

### Nachbargemeinden
| Gemeinde Johannesberg | Markt Mömbris                               | Gemeinde Blankenbach |
| Markt Goldbach        | Kompassrose, die auf Nachbargemeinden zeigt | Gemeinde Sailauf     |
| Stadt Aschaffenburg   | Gemeinde Haibach                            | Gemeinde Bessenbach  |

## Name

### Etymologie
Der Name Hösbach leitet sich vom gleichnamigen Hösbach ab, der im Gemeindegebiet der Aschaff zufließt. Zeitweise wurde der Namenszusatz Groß verwendet, um den Ort von Kleinhösbach (heute Wenighösbach) zu unterscheiden. Im Volksmund wird der Ort „Häisbisch“ (Aussprache: [hɛɪsbɪʃ]) genannt.

### Frühere Schreibweisen
Frühere Schreibweisen des Ortes aus diversen historischen Karten und Urkunden:
| - 1189 Hostebach - 1225 Hoistebach - 1248 Hosthebach - 1312 Hoestebach - 1320 Großin Hoestbach | - 1372 Hoyßbach - 1380 Hospach - 1569 Höspach - 1805 Heßbach - 1819 Hösbach |

## Geschichte

### Bis zum 19. Jahrhundert
Die erste urkundliche Erwähnung Hösbachs stammt aus dem Jahr 1189 als Hostebach: Ein Hermann de Hostebach und sein Sohn Conrad werden in einer Urkunde des Erzbischofs Konrad von Mainz als Zeugen genannt. 1218 wird das Frauenkloster Schmerlenbach (im heutigen Ortsteil Winzenhohl) von der Familie von Kugelberg gestiftet und diesem das Patronatsrecht über die Hösbacher Kirche verliehen. Im 13. Jahrhundert verliert sich das Geschlecht der Hostebachs – der Name Hösbach bleibt. Seit dem 14. Jahrhundert sind Forsthuben (Forsthöfe) in Hösbach angesiedelt, die sich im Laufe der Zeit zu Großbauernhöfen weiterentwickelten.
Am 1. Juli 1862 wurde das Bezirksamt Aschaffenburg gebildet, auf dessen Verwaltungsgebiet Hösbach lag.

### 20. Jahrhundert
Im Jahr 1939 wurde wie überall im Deutschen Reich die Bezeichnung Landkreis eingeführt. Hösbach war nun eine der 33 Gemeinden im Altkreis Aschaffenburg. Dieser schloss sich am 1. Juli 1972 mit dem Landkreis Alzenau in Unterfranken zum neuen Landkreis Aschaffenburg zusammen. 
In der Karwoche 1945 wurde Hösbach zum Kampfgebiet. In Hösbach starben bei den Gefechten rund um die Schlacht um Aschaffenburg 28 Zivilisten.
Anlässlich seiner 800-Jahr-Feier wurde Hösbach am 29. September 1989 zum Markt erhoben.

### Eingemeindungen und Grenzregelungen
Durch Grenzregelung mit der Gemeinde Goldbach am 1. Oktober 1958 wechselte eine ca. 22 ha große Goldbacher Gemarkungsfläche mit 41 Wohnhäusern und 313 Einwohnern nach Hösbach, während die Hösbacher Gartenhöfe mit Gemarkungsflächen von insgesamt ca. 100 ha nach Goldbach wechselten.
Durch die Gebietsreformen in Bayern erhielt die Gemeinde Hösbach zusätzliche Flächen (1981 ha) und erneut ca. 4500 neue Bürger. Damals wurden die ehemals eigenständigen Kleingemeinden Wenighösbach (1. Januar 1972), Feldkahl (1. Juli 1972), Rottenberg und Winzenhohl (beide: 1. Mai 1978) eingegliedert. Am 1. Januar 1980 wurde das gemeindefreie Gebiet Schmerlenbacher Wald nach Hösbach eingemeindet.

### Einwohnerentwicklung
Im Jahr 1781 bestand der Ort aus nur 120 Häusern mit 591 Einwohnern. Diese Zahlen stiegen in den folgenden Jahrzehnten nur sehr langsam an. Erst 1895 wurde die Zahl von 2.000 Einwohnern überschritten. In den Folgejahren wuchs Hösbach schneller aufgrund der Industrialisierung, vor allem im nahe gelegenen Aschaffenburg.
- 1905: 02.518 Einwohner
- 1933: 03.388 Einwohner
- 1946: 04.517 Einwohner
- 1961: 08.459 Einwohner, davon 5.728 in Hösbach, 678 in Feldkahl, 0.924 in Rottenberg, 573 in Wenighösbach und 0.556 in Winzenhohl
- 1970: 11.050 Einwohner, davon 6.768 in Hösbach, 715 in Feldkahl, 1.206 in Rottenberg, 688 in Wenighösbach und 1.673 in Winzenhohl
- 1991: 12.583 Einwohner
- 1995: 13.255 Einwohner
- 2005: 13.355 Einwohner
- 2010: 13.288 Einwohner
- 2015: 13.143 Einwohner
- 2019: 13.240 Einwohner

Im Zeitraum 1988 bis 2018 stieg die Einwohnerzahl von 12.013 auf 13.212 um 1199 Einwohner bzw. um 10 %. 1999 hatte der Markt 13.395 Einwohner.
Quelle: BayLfStat

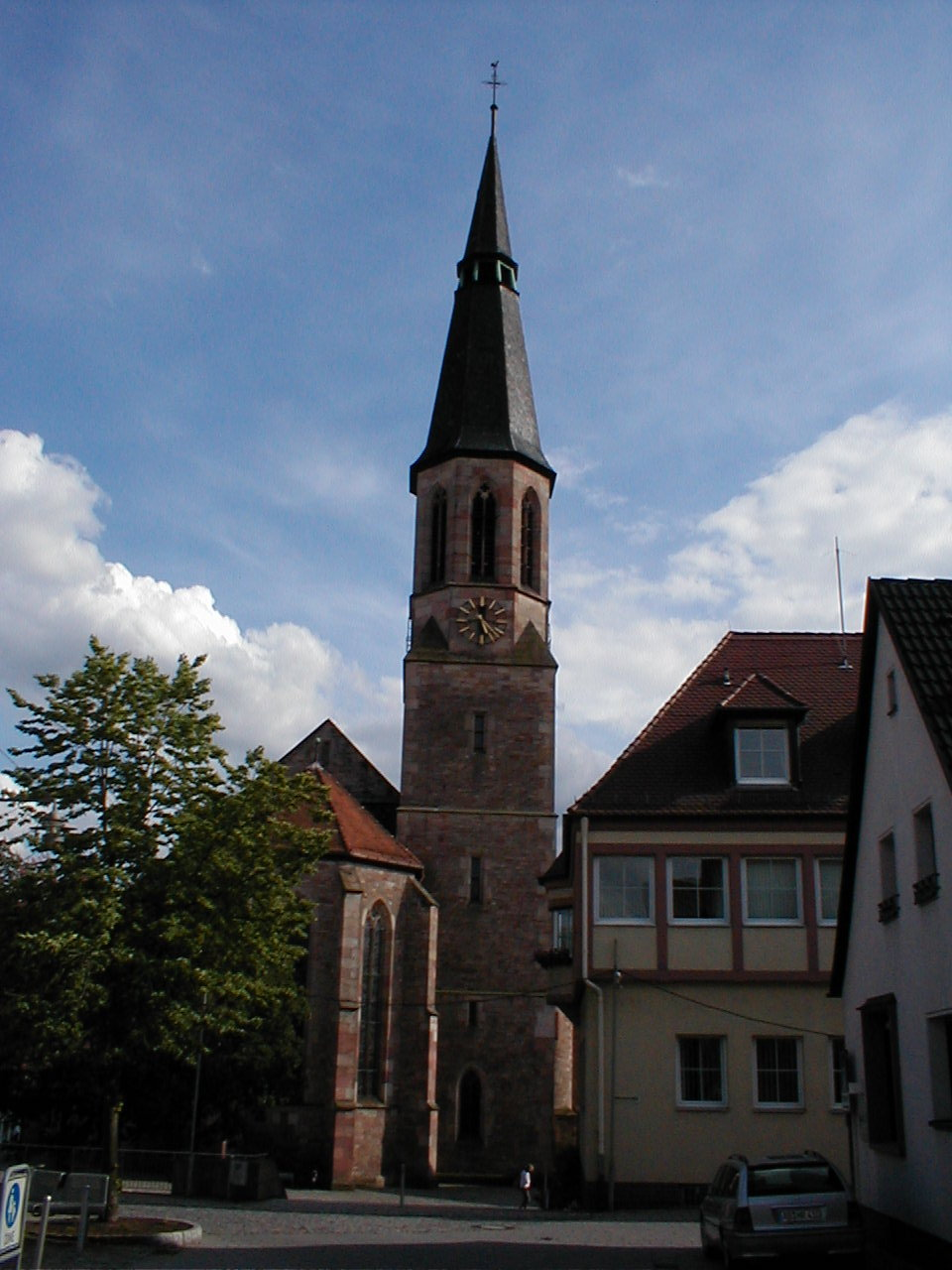
Pfarrkirche St. Michael
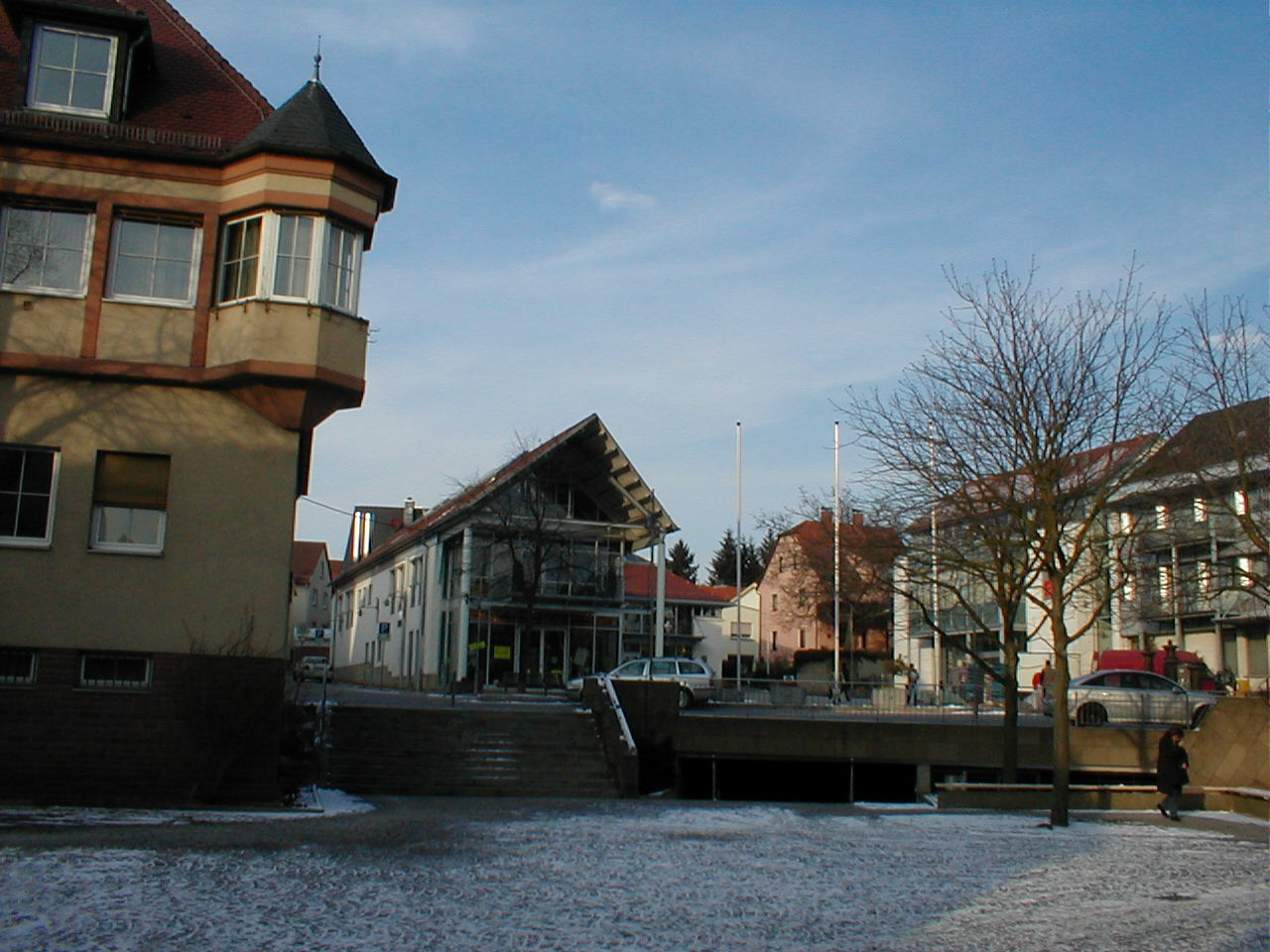
Rathausplatz
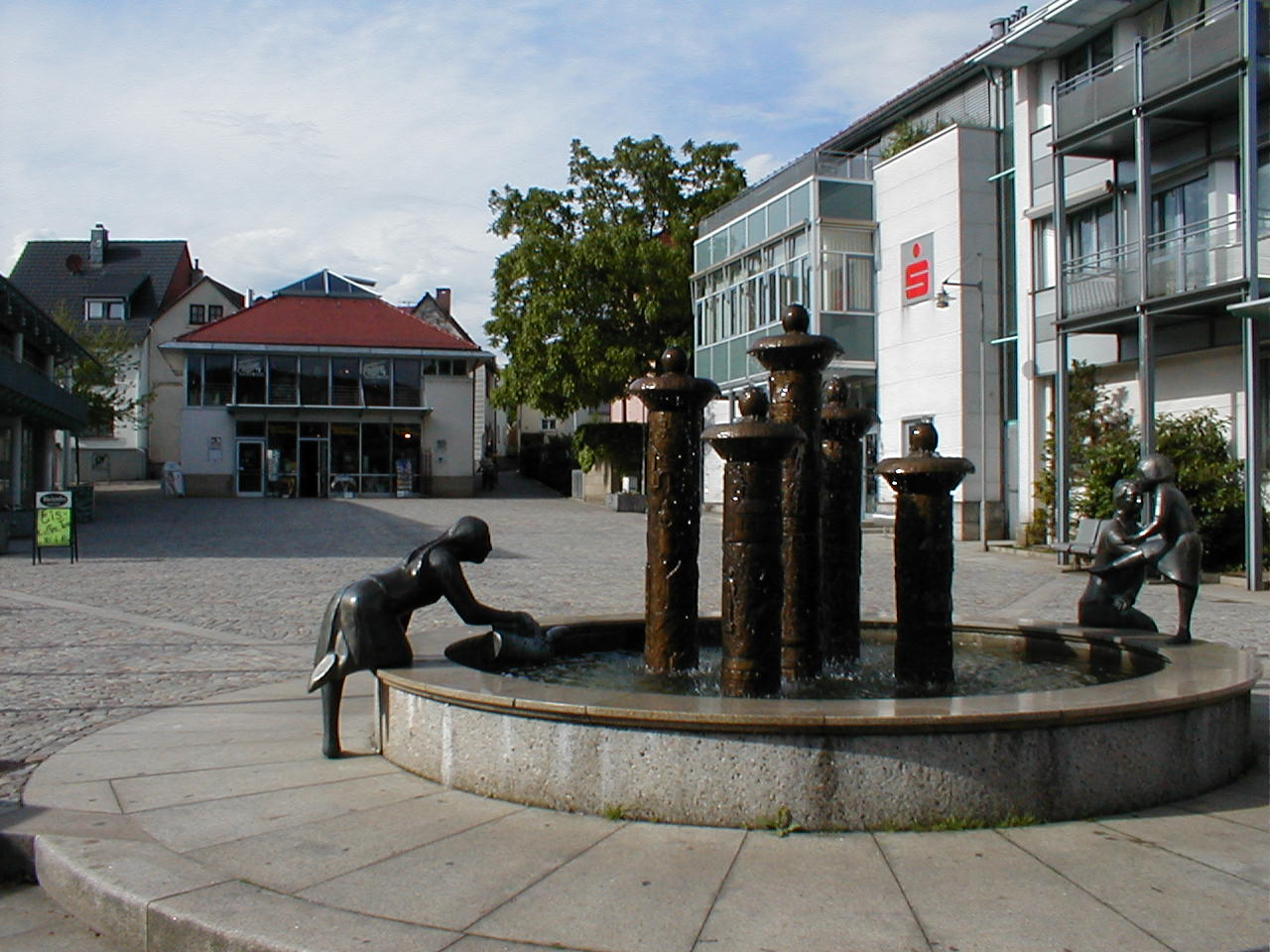
Brunnen auf dem Marktplatz
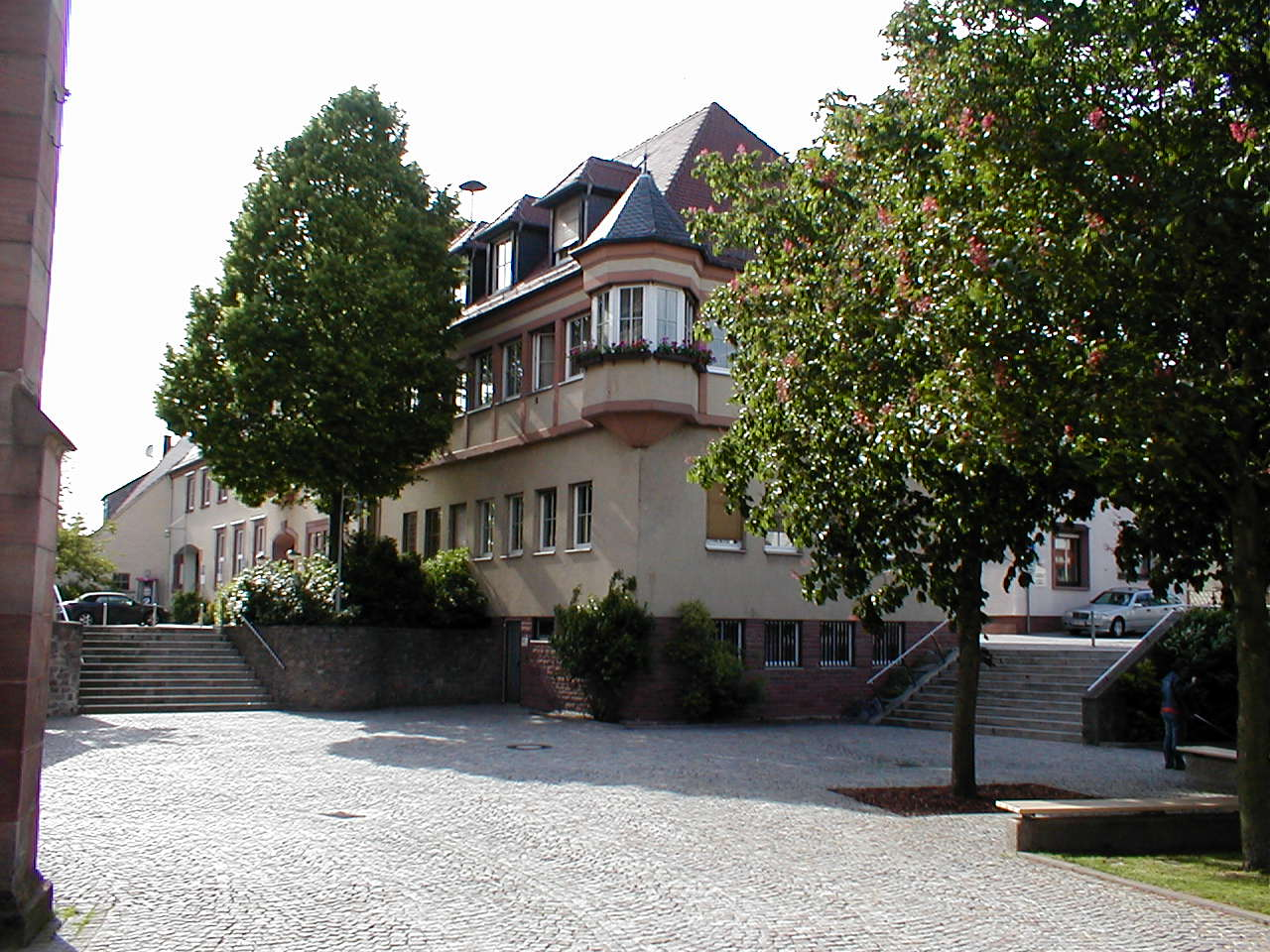
Rathaus

## Politik

### Bürgermeister
Als Nachfolger von Michael Baumann (parteilos), im Amt seit 2012, wurde am 8. Oktober 2023, Frank Houben (CSU) gewählt.  Dieser trat das Amt am 1. Februar 2024 an.

### Marktgemeinderat
Der Marktgemeinderat von Hösbach hat 25 Mitglieder einschließlich des Ersten Bürgermeisters (parteilos).
|      | CSU               | SPD | GRÜNE | FW              | WIR | FDP | Gesamt   |
| 2008 | 12 (ab 3/2013 13) | 4   | 3     | 5 (ab 3/2013 4) | -   | -   | 24 Sitze |
| 2014 | 10                | 6   | 3     | 5               | -   | -   | 24 Sitze |
| 2020 | 9                 | 4   | 4     | 3               | 3   | 1   | 24 Sitze |

(Stand: Kommunalwahl am 2. März 2008, Kommunalwahl am 16. März 2014, Kommunalwahl am 15. März 2020)

### Wappen
| Wappen von Hösbach | Blasonierung: „Gespalten von Rot und Silber; vorne ein wachsender silberner Kirchturm, hinten über einem senkrecht gestellten grünen Sporn ein grünes Eichenblatt mit einer goldenen Eichel.“ |
| Wappen von Hösbach | Wappenbegründung: Wahrzeichen Hösbachs ist die St. Michaels-Pfarrkirche mit ihrem charakteristischen Turm. Er wurde auf Wunsch der Gemeinde in heraldisch vereinfachter Form in das Wappen aufgenommen. Die Farben Silber und Rot weisen auf die frühere Zugehörigkeit des Ortes zum Erzstift Mainz hin. Hösbach war Sitz der erzbischöflichen Forstbeamten, die den berittenen Aufsichtsdienst in einem Spessartbezirk wahrnahmen. Das Bestehen des Forstamts in Hösbach ist seit dem 14. Jahrhundert nachweisbar. Auf diese Verwaltung wird im Wappen mit den Attributen des berittenen Forstdienstes, dem Eichenblatt und Sporn, hingewiesen. Dieses Wappen wird seit 1970 geführt. |

## Wirtschaft und Infrastruktur

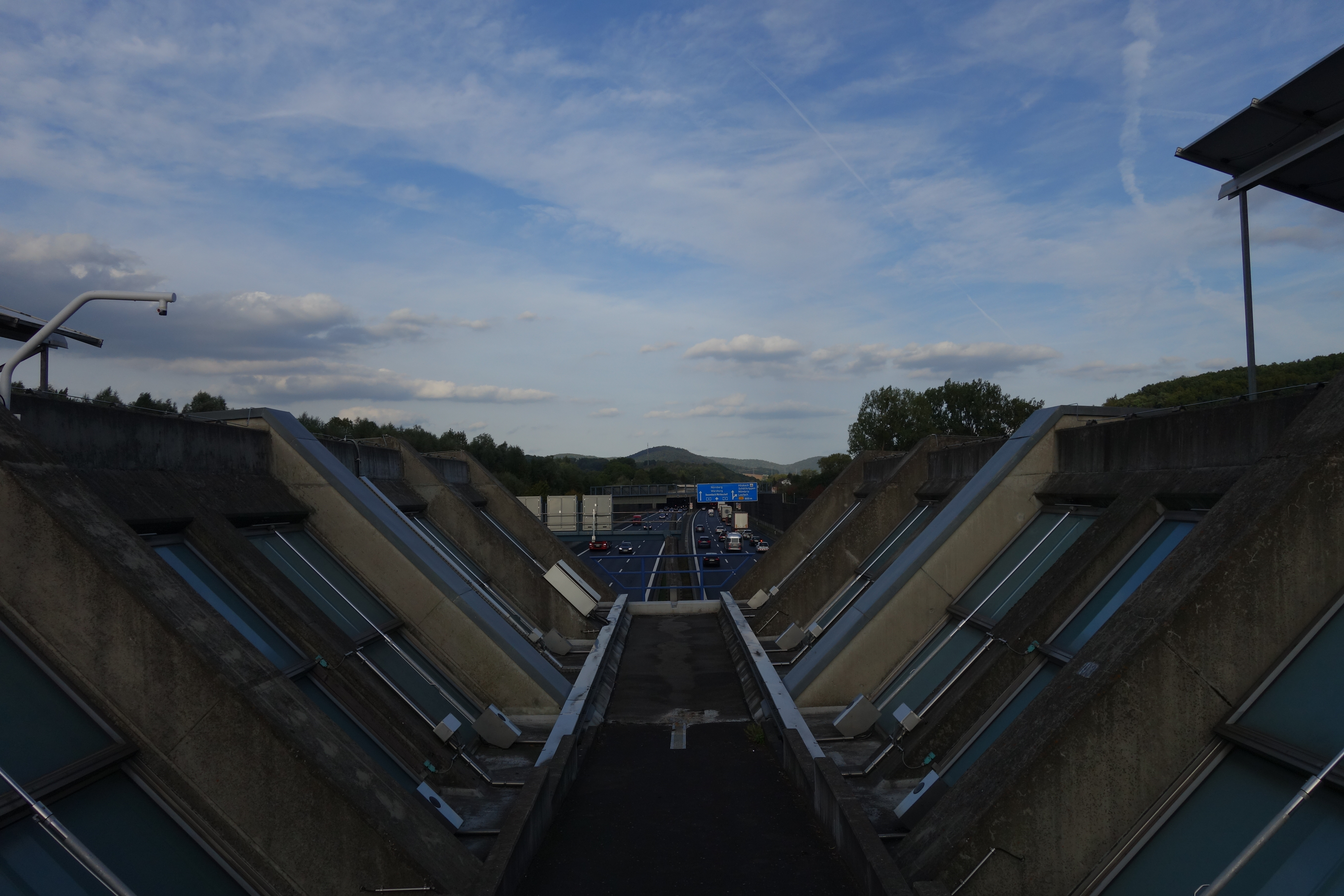
Blick von der Mühlstraße nach Osten auf die Einhausung der A 3; am Horizont der Bischlingsberg (Sailauf, 375 m).

### Industrie- und Technologieunternehmen
Die Göhler Anlagentechnik als Anbieter von Industrieanlagen hat ihren Hauptsitz in Hösbach. Weiterhin hat das Unternehmen ASC Technologies seinen Sitz im Ortsteil Bahnhof und bietet Lösungen zur Aufzeichnung, Analyse und Auswertung multimedialer Interaktionen.

### Verkehr
Der Haltepunkt Hösbach im Ortsteil Hösbach-Bahnhof liegt an der Main-Spessart-Bahn.
Hösbach liegt unmittelbar an der Bundesautobahn 3 und ist von Frankfurt ca. 50 km und von Würzburg ca. 70 km entfernt. Zwischen Hösbach und Goldbach wurde zur Einhaltung der Lärmgrenzwerte beim sechsstreifigen Ausbau eine Einhausung gebaut.

## Kultur und Sehenswürdigkeiten

### Kirchen und Kapellen
- Feldkahler Kapelle (Feldkahl)
- Marienkapelle (Rottenberg)
- St. Agatha (Schmerlenbach)
- St. Antonius von Padua (Rottenberg)
- St. Barbara (Wenighösbach)
- St. Johannes (Hösbach)
- St. Johannes Nepomuk (Feldkahl)
- St. Michael (Hösbach)
- Zur Mutterschaft Mariens (Hösbach-Bahnhof)

### Schulzentrum
Hösbach ist Sitz des Schulzentrums des Landkreises Aschaffenburg, das folgende Schulen in naher geographischer Lage umfasst:
- Astrid-Lindgren-Grundschule
- Mittelschule (M-Klasse)
- Staatliche Realschule Hösbach
- Hanns-Seidel-Gymnasium
- Pestalozzischule (Schule zur Lernförderung)
- Dr.-Albert-Liebmann-Schule (Schule zur Sprachförderung)

Zudem sind diesem Schulzentrum noch die Grundschulen in Rottenberg (Grundschule am Klosterberg) und in Winzenhohl (Grundschule Winzenhohl) angeschlossen.
In der Nähe des Schulzentrums befinden sich zahlreiche Sportanlagen und -hallen sowie ein Hallenschwimmbad. Alle Einrichtungen werden auch für den Sportunterricht genutzt. Im Gebäudekomplex des Hanns-Seidel-Gymnasiums und der Realschule (An der Maas) ist auch die große Landkreis-Bibliothek zu finden. Ein Freibad ist im Ortsteil Rottenberg angesiedelt.

### Sport und Vereine
Hösbach ist die Heimat mehrerer erfolgreicher Vereine. So kämpft die 1. Mannschaft des Ringerverein KSC Germania 07 Hösbach in der 1. Ringer-Bundesliga. Die Jugendabteilung erreicht regelmäßig Medaillenränge auf deutschen Meisterschaften.
Weitere Vereine: FC Hösbach, Feldkahler Musikanten 1984, Freiwillige Feuerwehren, Gesangverein Germania, KJG Hösbach, MV 1899 Hösbach e. V., Rappelkiste Hösbach e. V., SpVgg Hösbach-Bahnhof 1949 e. V., TV Hösbach

## Persönlichkeiten

### Weitere Personen
- Anton Gebler (* 12. April 1899 in Hösbach; † 4. Oktober 1970 in Duisburg), Kommunist und Widerstandskämpfer gegen das NS-Regime, Häftling im KZ Buchenwald und KPD-Funktionär in der Landesleitung Nordrhein-Westfalen
- Elisabeth Roth (* 30. November 1920 in Hösbach; † 4. Mai 2010 in Hösbach-Bahnhof), Rektorin der Universität Bamberg
- Willigis Jäger (* 7. März 1925 in Hösbach; † 20. März 2020 in Holzkirchen), Benediktinermönch, Zen-Meister und Mystiker
- Roland Eller (* 28. Juni 1936 in Winzenhohl), Jurist und Politiker (CSU), Landrat des Landkreises Aschaffenburg
- Stephan Weidner (* 29. Mai 1963 in Alsfeld), Sänger, Songwriter und Bassist der Band Böhse Onkelz
- Kevin Russell (* 12. Januar 1964 in Hamburg), Sänger der Band Böhse Onkelz
- Peter Schorowsky (* 15. Juni 1964 in Hösbach), Schlagzeuger der Band Böhse Onkelz